# Шольц, Густав Карлович
Густав Карлович Шольц (нем. Ernest Wilhelm Gustav Scholz, 12 марта 1880, село Ивановское, Курская губерния — 12 мая 1939, Донецк, УССР) — инженер-архитектор, сын архитектора немецкого происхождения Карла Густавовича Шольца. Известен своими работами над историческими зданиями в городе Сумы в первой половине XX века. После 1917 года руководил строительством многих крупных объектов на территории УССР и РСФСР.

## Биография

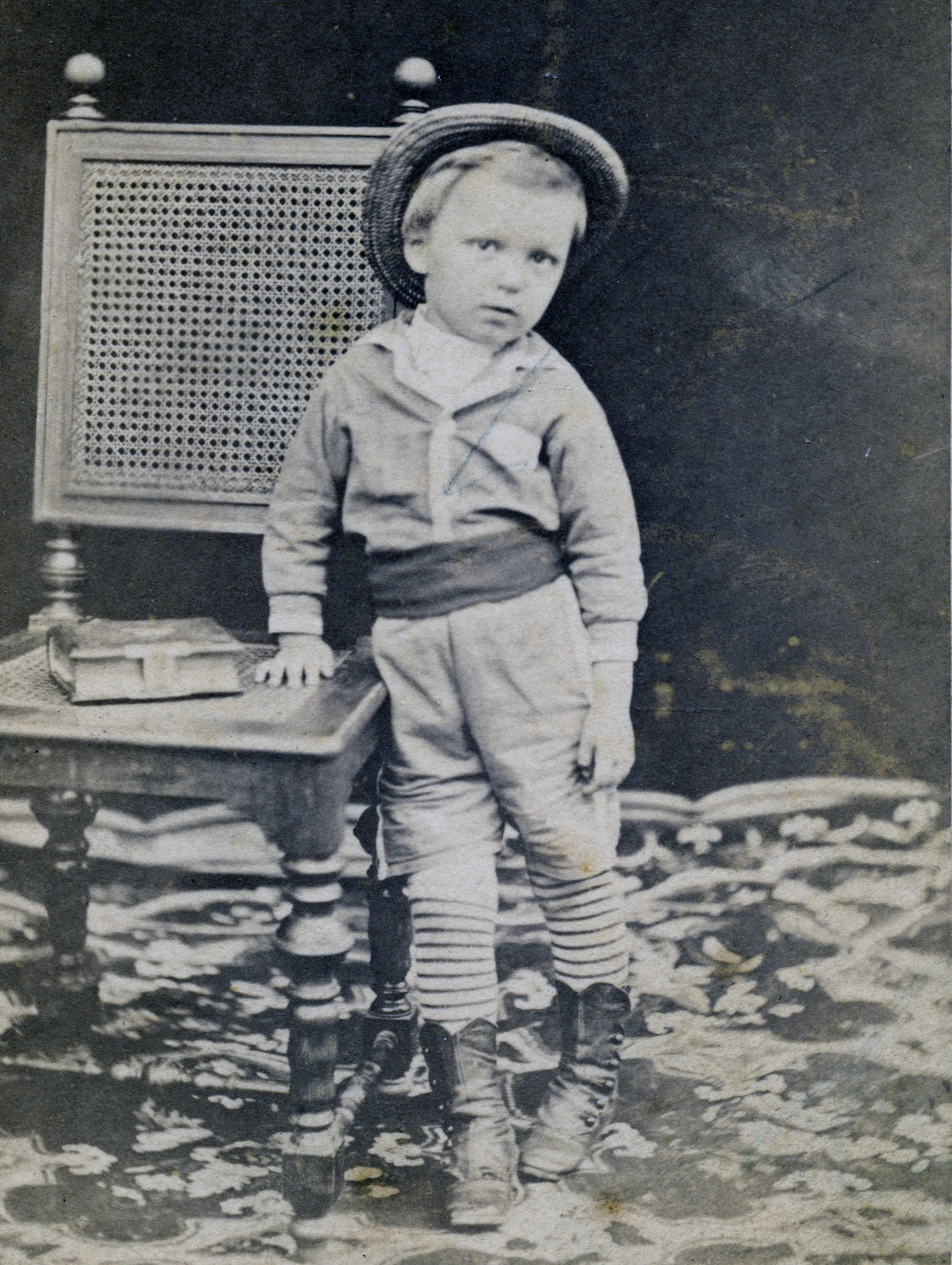
Густав Шольц в детстве

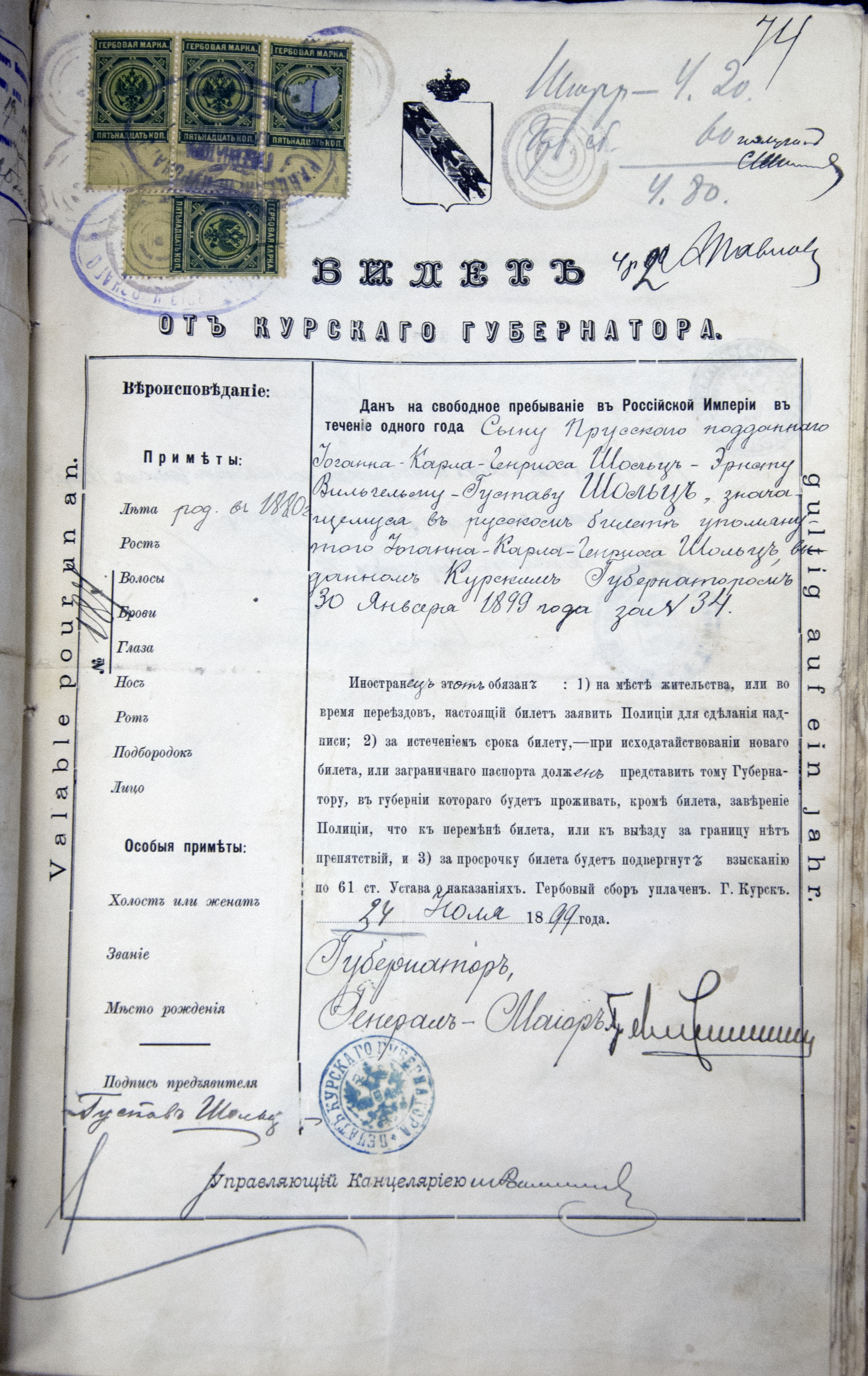
Билет на жительство в России Густава Шольца 1899 года

Родился 12 марта 1880 года в селе Ивановском Льговского уезда Курской губернии в семье Карла Густавовича и Эрнестины Константиновны Шольц. В семье кроме Густава было ещё четверо сестёр: Адель, Юлия, Ольга и Эмма.
С ранних лет помогал своему отцу Карлу Густавовичу Шольцу и перенимал опыт.
Окончил Курское реальное училище (1899). Поступил в Рижский политехнический институт, который окончил с отличием в 1908 году по специальности «инженер-архитектор».
В 1902 году принял Российское подданство.

Обращение Густава Шольца о получении российского подданства. 1902 год.
 
|  |  |  |
|  |  |  |

### Работа в городе Сумы

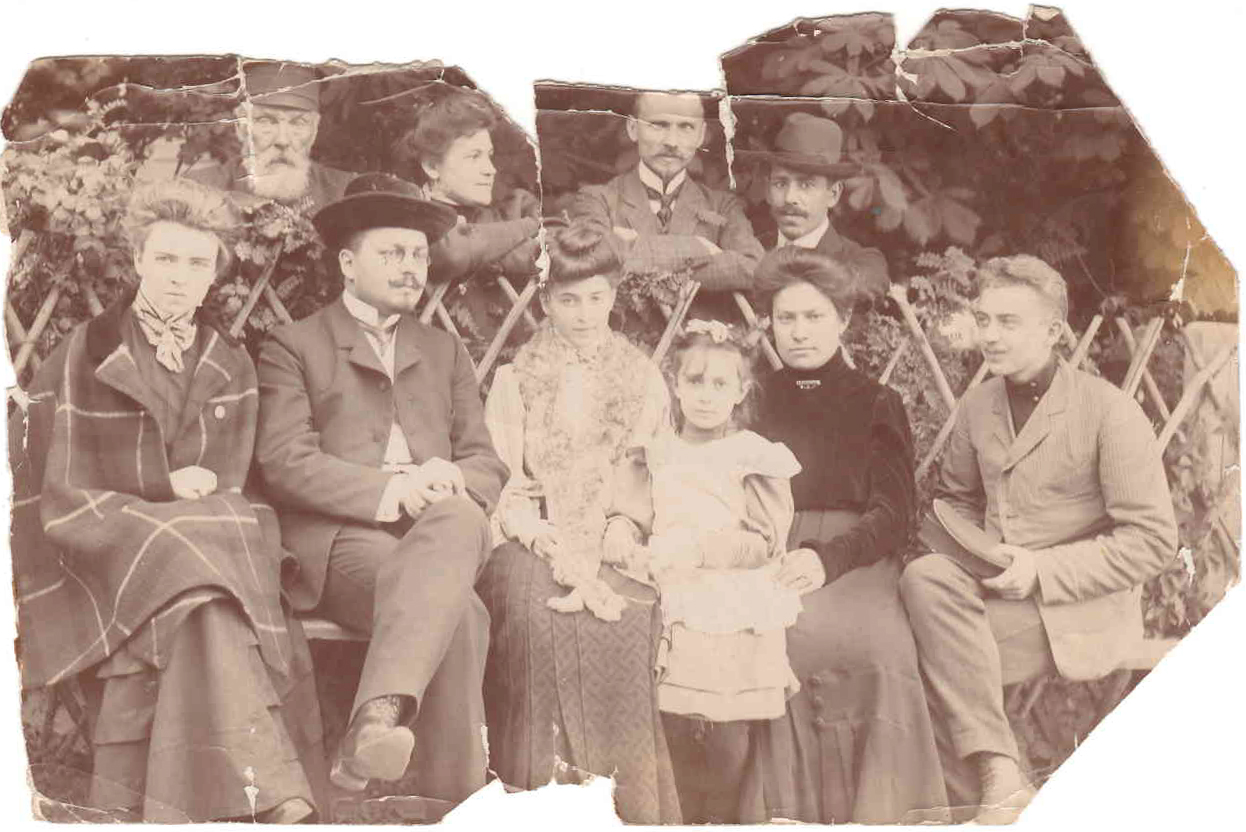
Виталия и Густав Шольц (слева). Город Сумы, начало XX века

Ещё в Ивановском подружился с Матвеем Щавелевым, который потом долго работал помощником Карла а потом и Густава Шольца. Щавелев долго сотрудничал с Шольцем. В городе было создано около пятидесяти альтанок по чертежам Щавелева. До наших дней сохранилась всего одна.
Во время учёбы в институте Густав проходил частную практику в городе Сумы под руководством отца Карла Густавовича Шольца.
После смерти отца продолжил трудиться на Павла Ивановича Харитоненко на постройке объектов сахарных заводов.
Работал над зданиями земского банка, окружного суда, Троицким собором и другими. Позднее работал городским архитектором.
|                                                                         |  |
| Здания земского банка (слева) и окружного суда, над которыми он работал |  |

В 1908 году женился на Виталии Николаевне Ленской, дочери главного инженера Павловского рафинадного завода Николая Николаевича Ленского и Елены Фон Рауде.
Во время Первой мировой войны отбыл на фронт, где работал в строительных инженерных войсках под началом Карбышева Дмитрия Михайловича над военными объектами для армии. Участвовал в Брусиловском прорыве.

13 февраля 1917 года Голенищев – Кутузов обратился в Минюст с просьбой назначить комиссию по приемке здания окружного суда и уведомил о необходимости прибытия в Сумы находящегося на фронте архитектора Шольца. Торжественное освящение выстроенного здания окружного суда состоялось 25 марта 1917 года Архиепископ Сумской Митрофан отслужил также молебен и панихиду по императору Александру ІІ, при котором была осуществлена судебная реформа.

### После революции

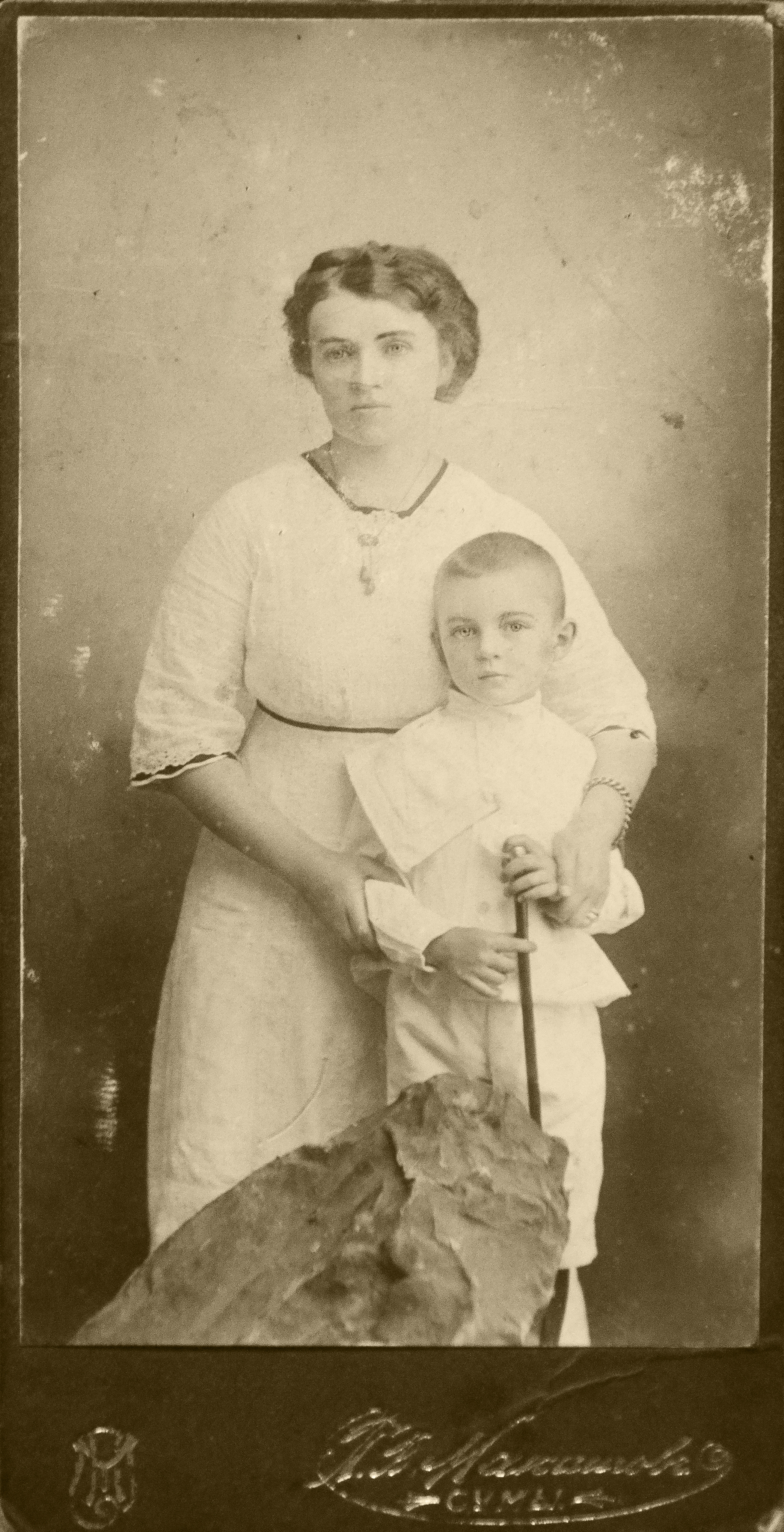
Виталия Шольц с сыном Виктором

После революции продолжил работу при Советской власти.
В 1919 году переехал в Харьков. Назначен начальником отделения гражданских сооружений Южного округа путей сообщения. Проработал до августа 1922 года.
В августе 1922 года назначен начальником работ треста Укргосстрой в городе Сумы.
С 1924 года работал заместителем начальника работ Белгородского отделения Укргосстроя. Принимал участие в восстановлении заводов, в частности Краснояружского сахарного завода.
Весной 1926 года ввиду ликвидации Укргосстроя перешёл в Индустрой. Назначен районным инженером бывшего Луганского района. Работал над постройками больниц в городах Сорокино, Ровинках, Брянский рудник, Снежное, Красный Луч и других.
В 1929 году назначен главным инженером строительства Горного института и студенческих общежитий в городе Сталино (Донецк).
Работал в городе Славянске на строительстве Содового завода «Красный химик».
В общей сложности пробыл в Донбассе до 1931 года.
В 1931 году переведен в г. Шостку на должность главного инженера строительства «ТЭЦ» и фабрики киноплёнки (позже завод Свема). В 1932 году выехал из Шостки в Харьков.
После 1933 года работал над строительством сахарных заводов в Курской области.
Последнее место работы — главный инженер сухопрессовального кирпичного завода в городе Армавир.

### Арест и последние дни

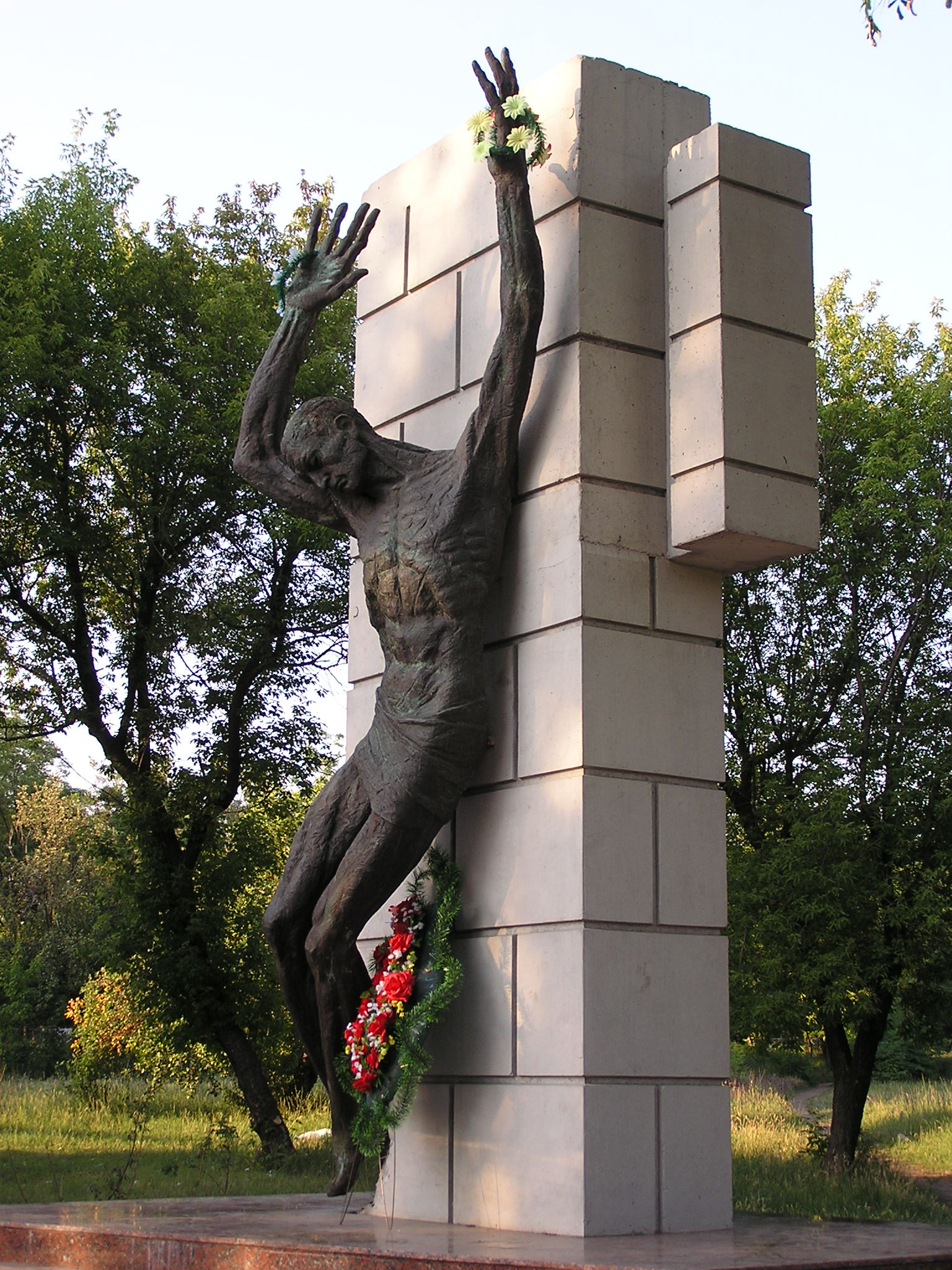
Памятник на месте массовых захоронений жертв сталинских репрессий на Рутченковском поле в Донецке

4 мая 1938 года арестован НКВД в городе Ворошиловграде, куда приехал к сыну.
Под следствием находился около года. В 1939 году был вынесен окончательный приговор. Покоится вместе с другими жертвами сталинского режима в Донецке.
Семью выслали в Казахстан на спецпоселение.

## Память
Имя Густава Карловича и его отца Карла Густавовича Шольца хорошо известно жителям города Сумы благодаря ряду исторических зданий. Их имена постоянно путают ввиду схожести имени и отчества.
В 1991 году был реабилитирован в соответствии с указом президента СССР от 13 августа 1990 «О восстановлении прав всех жертв политических репрессий».
В 2013 году стараниями местных краеведов и архитектурного управления города Сумы была установлена мемориальная табличка при входе в Троицкий собор.